# 高塘湖
高塘湖是一个位于中国安徽省淮南市、合肥市和滁州市的淡水湖，面积约为57.48平方千米，属于淮河区。它的一级流域为淮河流域，二级流域为淮河干流水系。